# Adrienne Banfield-Norris
Adrienne Banfield-Norris (geboren 18. Oktober 1953 in Baltimore, Maryland) ist eine US-amerikanische Schauspielerin. Das Time Magazine zeichnete sie als eine der hundert einflussreichsten Persönlichkeiten des Jahres 2021 aus.

## Leben und berufliche Erfolge
Adrienne Banfield-Norris und ihre Familie haben sich dem Filmgeschäft verschrieben. Sie ist die Mutter der Schauspielerin Jada Pinkett Smith und des Schauspielers und Filmproduzenten Caleeb Pinkett, Schwiegermutter des Schauspielers und Filmproduzenten Will Smith und Großmutter der Schauspieler Jaden Smith und Willow Smith. 
Ausgezeichnet wurde die Schauspielerin für die wöchentliche Talksendung Red Table Talk, die auf Facebook Watch zu sehen ist. Dort unterhalten sich Jada Pinkett Smith, ihre Tochter Willow und ihre Mutter Adrienne Banfield-Norris. Das Format bietet somit Frauen aus drei Generationen Gelegenheit, sich über ein Thema auszutauschen, auch mit Gästen. 2020 erregte die Sendung großes Aufsehen mit dem Interview mit der Influencerin Olivia Jade Giannulli. Ihre Eltern, die Schauspielerin Lori Loughlin und der Modedesigner Mossimo Giannulli, bezahlten Bestechungsgelder an die USC, damit sie und ihre Schwester zum Studium zugelassen wurden. In einer Sendung im April 2021 ging es um Polyamorie.

## Filmografie (Auswahl)
- ab 1981: Entertainment Tonight
- 2016: Bad Moms
- seit 2018: Red Table Talks (informative Talkshow auf Facebook Watch)

## Auszeichnungen
2021: Daytime Emmy Award in der Kategorie Herausragende Informative-Talkshow-Moderatoren für die Sendung Red Table Talk, zusammen mit Jada Pinkett Smith und Willow Smith
2021: Time Magazine: Auszeichnung als eine der hundert einflussreichsten Persönlichkeiten des Jahres 2021, zusammen mit Jada Pinkett Smith und Willow Smith für Red Table Talk.